# Генио, Александр
 Александр Генио  (1832—1935) — французский врач.

## Биография
Александр Генио родился 8 ноября 1832 года в Тиньекуре (Вогезы). Начал изучать медицину в Дижоне, где получил диплом по естественным наукам. В 1855 году переехал в Париж, закончил интернатуру, в 1862 году защитил диссертацию в области акушерства и стал доктором медицины, а на следующий год был назначен руководителем клиники.
Занимался акушерством, был хирургом в госпитале (1865), затем ассоциированным профессором акушерства на факультете медицины в Париже. Работал хирургом в хосписе Анфанс-Ассисте (сейчас Госпиталь Сен-Венсан-де-Поль) в 1867—1889 годах и, наконец, стал главным хирургом родового отделения (1889—1894).
Был членом Национальной медицинской академии с 1880 года и её президентом с 1906 года. Член и президент Хирургического общества, основатель и президент Общества акушеров Франции, член и вице-президент Анатомического общества Парижа. Офицер ордена Почётного легиона. Автор многих научных трудов по акушерству и гинекологии.
В конце жизни занимался также орнитологией и энтомологией, опубликовал многочисленные статьи по поведению птиц и ос.
Умер в 1935 году на 103 году жизни.